# Museo civico e Foro romano di Assisi
Il Museo Civico e Foro Romano di Assisi permette la visita dei resti dell'antico foro romano della cittadina e contiene inoltre una collezione di oggetti archeologici pertinenti.
Assisi infatti, dopo esser nata come insediamento umbro, fortemente influenzato dalla civiltà etrusca, intorno al III secolo a.C. entrò nella sfera d'influenza romana e nel I secolo a.C. divenne municipio romano. (Per ulteriori informazioni, v. qui.)
Il museo è in parte ospitato nella cripta del santuario di San Nicolò di Piazza (santuario oggi non più esistente, a parte la cripta) e in parte si estende sotto la piazza, dove sono visibili i resti attribuiti all'antico foro.

## La collezione archeologica
Nel 1790-1794 una quarantina di iscrizioni romane provenienti dalla città vennero esposte all'interno del colonnato del tempio di Minerva. L'Accademia Properziana contribuì con nuove acquisizioni fino ai primi decenni del Novecento, grazie soprattutto a donazioni di privati. Il numero crescente di oggetti spinse nel 1890 a trasferire l'intera raccolta nel Convento di Sant'Antonio da Padova.
Il museo fu istituito formalmente nel 1934, dopo la demolizione nel 1926 di quanto restava dell'antica chiesa di San Nicolò.

## Il Foro Romano
Nel 2008 è terminato l'intervento di ristrutturazione dell'area archeologica, considerata da molti il resto dell'antico foro ma secondo alcuni solo un'area di servizio funzionale per il vicino tempio di Minerva. La  “sala delle volte” permette al pubblico una visione completa del foro. Procedendo dal lato corto orientale, dove erano collocate le tabernae, si arriva al lato lungo dove è stata rimessa in luce gran parte della pavimentazione originaria. All'interno del Museo vi è un modello scala 1:50 del tempio della Minerva e del foro, proveniente dal Museo della Civiltà romana di Roma.
Gli archeologi generalmente riconoscono nei resti attualmente esistenti un tribunale, con grandi parallelepipedi di calcare rosa, sul quale erano collocati presumibilmente i sedili destinati ai magistrati, e un tempietto tetrastilo (a quattro colonne) dedicato ai Dioscuri, cioè Castore e Polluce, nonché i resti di due fontane o cisterne.